# رتبه‌بندی بهترین دانشگاه‌های جهان از سوی یواس نیوز اند ورلد ریپورت

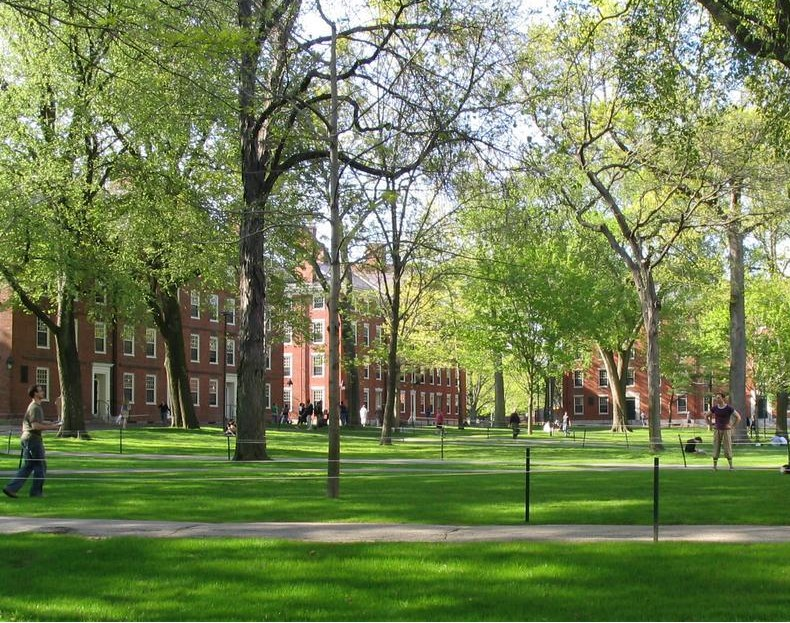
دانشگاه هاروارد در کمبریج، ماساچوست، دانشگاه برتر «اخبار ایالات متحده و گزارش جهانی» در سال‌های ۲۰۲۴–۲۰۲۵

رتبه‌بندی بهترین دانشگاه‌های جهان از سوی یواس نیوز اند ورلد ریپورت (انگلیسی: U.S. News & World Report Best Global Universities Ranking) یک رتبه‌بندی سالانه از دانشگاه‌های جهان است. در ۲۸ اکتبر ۲۰۱۴، «اخبار ایالات متحده» که رتبه‌بندی دانشگاه‌های آمریکایی را در سال ۱۹۸۳ آغاز کرد، اولین رتبه‌بندی جهانی خود را منتشر کرد که ۵۰۰ دانشگاه در ۴۹ کشور را ارزیابی می‌کرد. اولین بخش از رتبه‌بندی بهترین دانشگاه‌های جهان بدون اعلام قبلی منتشر شد و «اخبار ایالات متحده» بعداً توضیح داد که رتبه‌بندی‌های آن سال، یک بالن آزمایشی برای ورود این نشریه به حوزه رتبه‌بندی جهانی دانشگاه‌ها بوده است. پس از اعلام اولیه رتبه‌بندی‌های سال آینده، در سال ۲۰۱۶، این نشریه، رتبه‌بندی‌های جهانی دانشگاه‌ها را به عنوان بخشی از برنامه‌های منظم سالانه خود رسمی کرد. پس از رسمی کردن روش‌شناسی رتبه‌بندی، فاش کرد که این رتبه‌بندی بر اساس ۱۰ شاخص مختلف است که عملکرد و اعتبار دانشگاهی دانشگاه‌ها را اندازه‌گیری می‌کند. این رتبه‌بندی از آن زمان مورد بازنگری و گسترش قرار گرفته است تا ۱۵۰۰ مؤسسه در ۸۱ کشور را پوشش دهد و اکنون شامل پنج رتبه‌بندی منطقه‌ای و ۲۸ رتبه‌بندی موضوعی است. رتبه‌بندی جهانی «اخبار ایالات متحده» با استفاده از ۱۳ شاخص و عمدتاً بر اساس داده‌های ارائه شده توسط کلاریویت آنالیتیکس، از نظر روش‌شناختی با رتبه‌بندی موسسات آمریکایی متفاوت است. دانشگاه‌های جهانی با استفاده از عواملی مانند اعتبار پژوهشی، انتشارات دانشگاهی و تعداد مقالات پراستناد رتبه‌بندی می‌شوند.
«اینساید هایر اد» در سال ۲۰۱۴ گفت یو اس نیوز در حال ورود به حوزه رتبه‌بندی بین‌المللی کالج‌ها و دانشگاه‌ها است که پیش از این «تحت سلطه سه رتبه‌بندی بزرگ دانشگاهی جهانی» قرار داشت. «رتبه‌بندی دانشگاهی کیواس»، «رتبه‌بندی تایمز» و «رتبه‌بندی دانشگاه‌های جهان». رابرت مورس، استراتژیست ارشد داده‌ها در «یو.اس. نیوز»، اظهار داشت: «ما در این حوزه به خاطر رتبه‌بندی‌های دانشگاهی شناخته شده‌ایم، بنابراین فکر کردیم که این یک امتداد طبیعی از سایر رتبه‌بندی‌هایی است که انجام می‌دهیم.» مورس خاطرنشان کرد که «یو.اس. نیوز» «اولین ناشر آمریکایی است که وارد فضای رتبه‌بندی جهانی می‌شود»، زیرا «آموزش عالی تایمز» و کیو. اس هر دو بریتانیایی هستند، در حالی که رتبه‌بندی دانشگاهی دانشگاه‌های جهان چینی است.
«واشینگتن پست» اشاره کرد که برخی از موسسات آمریکایی در رتبه‌بندی جهانی «یو.اس. نیوز» رتبه پایین‌تری نسبت به رتبه‌بندی داخلی خود دارند، به ویژه پرینستون که در رتبه‌بندی داخلی سال ۲۰۱۵ به عنوان برترین دانشگاه ایالات متحده معرفی شد اما در رتبه‌بندی جهانی سال ۲۰۱۵ پس از نه دانشگاه دیگر ایالات متحده (و سه دانشگاه بریتانیا) قرار گرفت. این امر به تمرکز رتبه‌بندی جهانی بر «توانایی تحقیق» نسبت داده شد، در حالی که «تجربه کارشناسی»، که به دست آوردن داده‌های بین‌المللی یکسان برای آن دشوار است، لحاظ نشده است. «فوربس» که به همراه بسیاری دیگر، رتبه‌بندی «یو.اس. نیوز» از کالج‌های آمریکایی را به شدت مورد انتقاد قرار داده است، رتبه‌بندی جهانی «یو.اس. نیوز» را به عنوان رتبه‌بندی‌ای که عمدتاً مبتنی بر «معیارهای عینی» است و یک طرح ارزیابی «ارزشمند» را ارائه می‌دهد، ستود.